# Aega psora
Aega psora är en kräftdjursart som först beskrevs av Carl von Linné 1758.  Aega psora ingår i släktet Aega och familjen Aegidae. Arten är reproducerande i Sverige. Inga underarter finns listade i Catalogue of Life.